# 矢嶋良介
矢嶋 良介（やじま りょうすけ、1972年8月4日 - ）は日本のシンガーソングライターである。大阪府出身。血液型はB型。

## 来歴
MOONのヴォーカルとしてシングルを1枚リリースした後、多々納好夫作曲「サヨナラMISTY DAYS」でソロデビュー。1994年、アルバム「Rolling Heart」リリース後、ビーイングを離脱、活動休止。2003年に活動を再開。その後、渡米し、ニューヨークで活動している。

## ディスコグラフィー

### シングル
|     | リリース日     | タイトル              |                                                  |
| 1st | 1992年11月21日 | サヨナラMISTY DAYS    | 作詞：矢嶋良介 作曲：多々納好夫 編曲：葉山たけし |
| 2nd | 1994年6月14日  | いつまでもLover's Day | 作詞・作曲：矢嶋良介 編曲：大堀薫                |

### アルバム
1. Rolling Heart（1994年8月24日）

## リンク
矢嶋良介
- Yajima Ryosuke｜矢嶋良介 OFFICIAL WEB SITE
- Yajima Ryosuke｜矢嶋良介  - Instagram
- Yajima Ryosuke｜矢嶋良介  - Ameba Blog